# 釜本文男
釜本 文男（かまもと ふみお、1918年11月4日 - 2011年2月11日）は、日本のハンマー投選手。

## 略歴
兵庫県出身。1951年のアジア競技大会で46メートル65センチメートルの距離を投げ、金メダルを獲得。1956年メルボルンオリンピックに出場したが予選落ちに終わった。
1964年の東京オリンピックでは陸上競技のコーチを担当した。また、日本大学陸上競技部監督として東京箱根間往復大学駅伝競走優勝を果たした他、専門のハンマー投げでは菅原武男、室伏重信を育て、ロード・トラック部門では鈴木従道、宇佐美彰朗などの選手を指導した。但し釜本文男本人は駅伝嫌いであったという。箱根駅伝出場を目指していた山梨学院大学監督の上田誠仁にも、「上田君、関東インカレの“陸上競技対校選手権”という名称の通り、トラック＆フィールドのチームとして今後は育成してくださいよ。陸上競技部が原点であり、基本ですからね」と駅伝のみに力を注がないよう激励していたという。
日本大学監督の後に関東学生陸上競技連盟の会長に就任した。
2011年2月11日、老衰のため世田谷区の自宅で死去。92歳没。